# Развлечение (альбом)
«Развлечение» — третий и последний студийный альбом украинской группы «Валентин Стрыкало», релиз которого состоялся 13 октября 2016 года.

## Список композиций
| №                   | Название               | Длительность |
| ------------------- | ---------------------- | ------------ |
| 1.                  | «Ускользает»           | 5:06         |
| 2.                  | «О брат»               | 4:54         |
| 3.                  | «92»                   | 3:49         |
| 4.                  | «Решится само собой»   | 4:12         |
| 5.                  | «Делать это трезвым»   | 3:13         |
| 6.                  | «Тени»                 | 5:44         |
| 7.                  | «Бесполезно»           | 7:04         |
| 8.                  | «Подворотня — мой дом» | 3:21         |
| Общая длительность: | Общая длительность:    | 37:23        |

## Участники записи
- Юрий Каплан — вокал, гитара
- Константин Пыжов — гитара, продюсер
- Станислав Мурашко — бас-гитара
- Владимир Яковлев — барабаны